# Akcent
Akcent är en rumänsk pop- och dansmusikgrupp som bildades 1999 av Adrian Sana och Ramona Barta. Idag består bandet av Adrian Sana, Mihai Gruia och Sorin Brotnei. Tidigare medlemmar är Marius Nedelcu, Ramona Barta samt Corneliu Ulici, 
De fick en hit i Europa med singeln JoKero 2006, med vilken de hade tävlat i den rumänska uttagningen till Eurovision Song Contest. Singeln låg som bäst på plats 7 på svenska försäljningslistan. Dessförinnan hade deras singel Kylie klättrat på listorna i Europa och legat på förstaplats i Polen. 
Bandet har hittills släppt 7 fullängdsalbum.
Bland gruppens mest framgångsrika låtar, kan bland annat låtar som That's My Name, JoKero, Kylie, Stay With Me och Lover's Cry nämnas. That's My Name, Stay With Me och Lover's Cry var alla under den rumänska musikproducenten Edward Mayas signatur-sound.